# Slag bij de Sjelon
De Slag bij de Sjelon (Russisch: Шелонская битва) was een veldslag tussen de legers van het grootvorstendom Moskou en de republiek Novgorod op 14 juli 1471.
De aanleiding voor de oorlog was de anti-Moskovische houding van Novgorod, die onder andere tot uiting kwam in de schending van het Verdrag van Jazjelbiltsi. Ivan III was hier niet van gediend en stuurde troepen. Zijn tegenspeelster aan de kant van Novgorod was Marfa Boretskaja, leider van de bojarenregering.
De slag vond plaats op de linkeroever van de Sjelon, tussen de monding van de rivier en de stad Soltsy. Het leger van Novgorod telde weliswaar meer soldaten dan het leger van Moskovië (20.000 tegenover 5.000), maar was veel slechter getraind en nauwelijks georganiseerd. De slag duurde slechts twee uur en eindigde in een overwinning voor Moskovië. Meer dan 12.000 mensen aan de kant van Novgorod lieten het leven, tijdens de slag zelf en de eropvolgende zuivering. Moskovie nam bovendien 2.000 man gevangen. De zoon van Marfa Boretskaja werd onthoofd.
De slag bij de Sjelon is historisch belangrijk omdat deze het einde inluidde van de onafhankelijkheid van de Republiek Novgorod. Toen Ivan III in 1478 Novgorod belegerde en de complete republiek annexeerde, was het helemaal gedaan met de republiek.